# Selenocosmia barensteinerae
Selenocosmia barensteinerae ist eine Vogelspinne aus Borneo. Die Art wurde von Günter Schmidt et al. im Jahr 2010 anhand eines Weibchens beschrieben, das im Süden von Kalimantan, dem indonesischen Teil von Borneo, gefunden und danach in Gefangenschaft gehalten wurde. Der Erstautor benannte die Art zu Ehren seiner Kollegin Ruth Barensteiner als Dank für ihre Unterstützung. Der Arachnologe Rick C. West berichtet, dass er vermutlich bereits 1994 ein geschlechtsreifes Männchen derselben Art von der Zoologin Birutė Galdikas aus dem Orang-Utan-Schutzgebiet im Süden Kalimantans erhalten hatte.

## Vorkommen und Lebensweise
Die Vogelspinnen leben in den Regenwäldern Borneos und sind Bodenbewohner, die Wohnhöhlen von meist mindestens 30 cm Tiefe graben. Die Wohnhöhlen werden mit Spinnenseide ausgekleidet. Der Fundort des Typusexemplares ist ein tropischer Primärregenwald mit trockenem Boden und hohen Bäumen von bis zu 30 Metern Höhe. Während der Monsunzeit kommt es zu starken Regenfällen.
In Gefangenschaft hielt sich das Tier vorwiegend in einer Korkröhre auf, die es dicht mit Spinnenseide auskleidete. Wenn die Spinnenseide entfernt wurde, wurde sie bis zum nächsten Tag wieder von der Vogelspinne erneuert.

## Merkmale
Die Art ist von mittlerer Größe. Die Grundfarbe ist nach der Häutung tiefschwarz, der Carapax eine schwarzbraune Färbung auf und die Haare sind von dunkler, rotbrauner Farbe. Bis zur nächsten Häutung verfärbt sich die Spinne immer mehr in einen dunklen, graubraunen Färbton und bleicht aus. Es zeigen sich dabei zusätzlich helle Stellen auf dem Hinterleib. Die Art hat spezifische Stridulationsorgane, bei denen, neben Merkmalen für die Gattung Selenocosmia, auch solche vorkommen, die für die Gattung Chilobrachys typisch sind. Weitere Merkmale von taxonomischer Bedeutung sind insbesondere die fehlenden Dornen an den Cheliceren vorne seitlich sowie kleine lanzettförmige Stäbchen auf den Coxen der Taster kombiniert mit längeren Paddel- und Klöppelborsten.

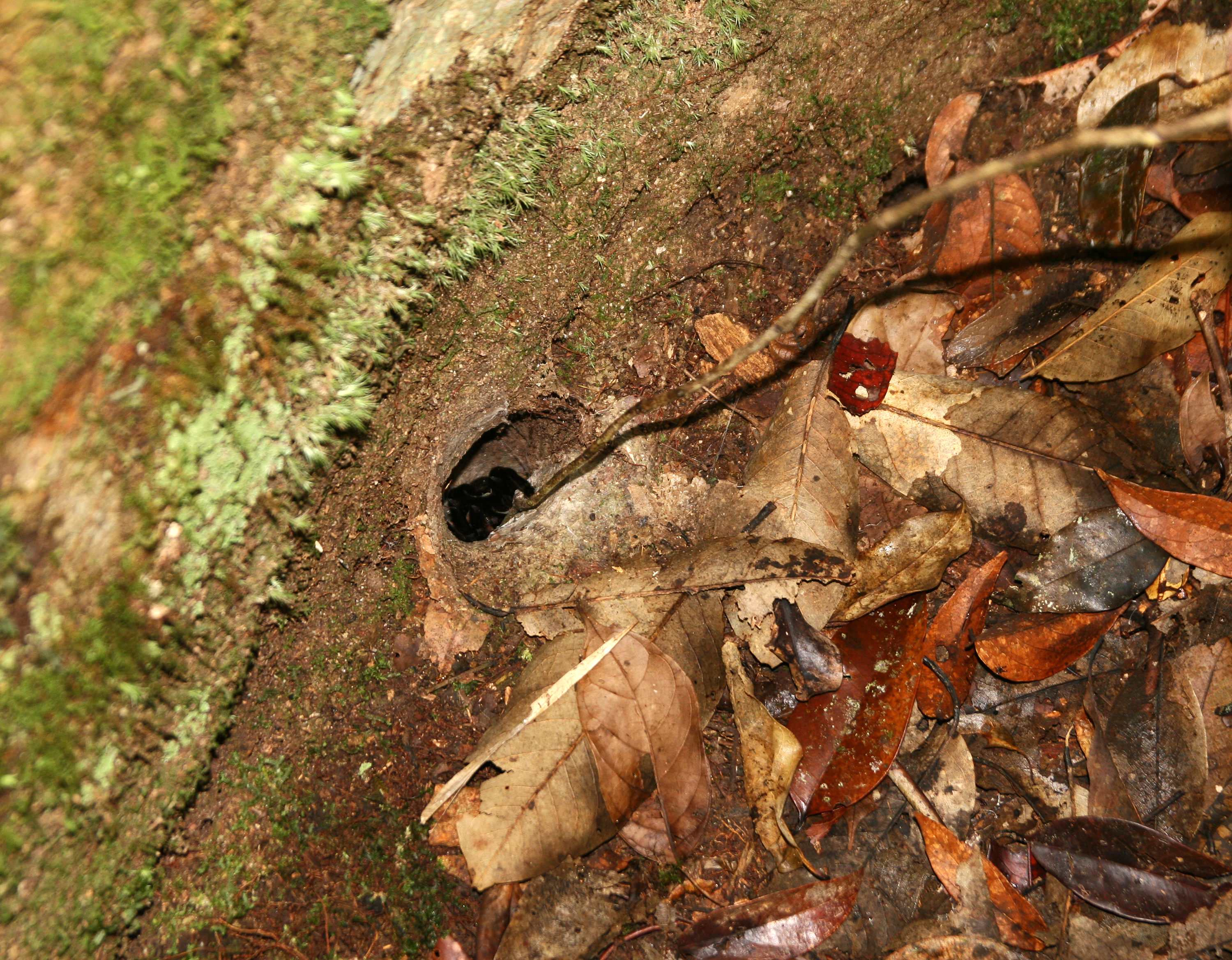
Typusexemplar am Fundort
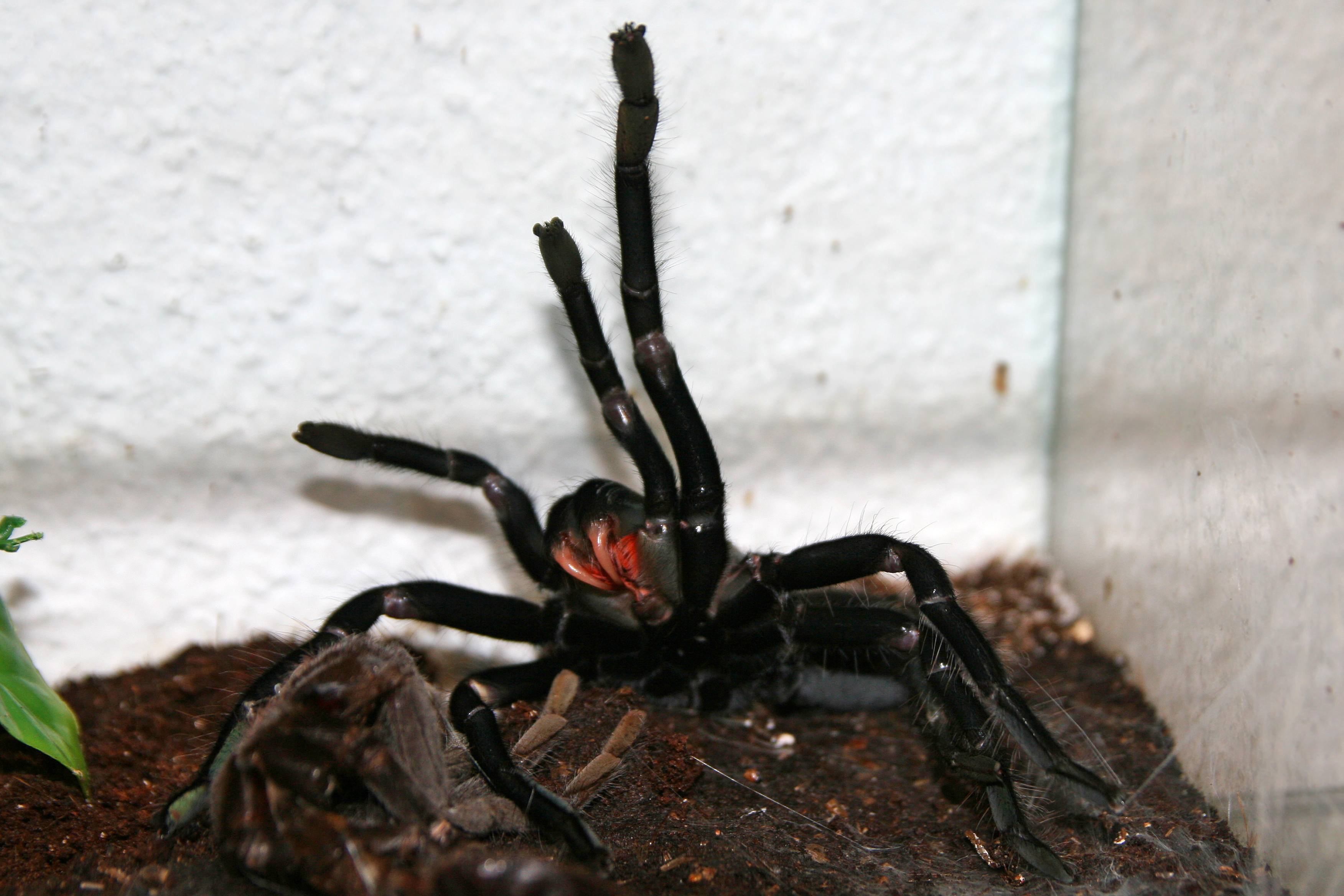
Selenocosmia barensteinerae in Angriffsstellung
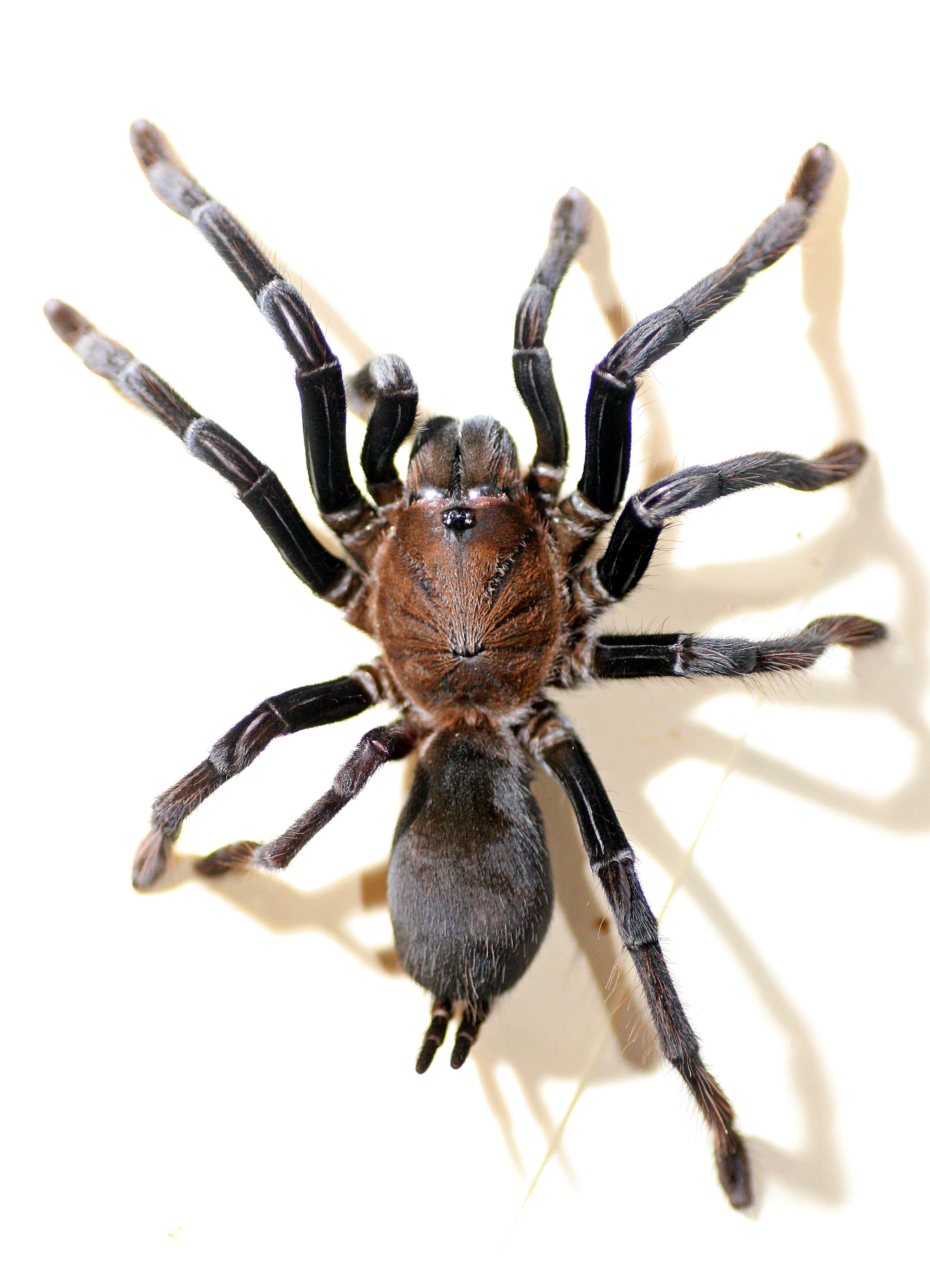
Selenocosmia barensteinerae, Habitus

## Systematik
Die Erstbeschreiber stellten die Art in die Gattung Chilocosmia. Die Art ist zwar eng verwandt mit Selenocosmia peerboomi (Schmidt, 1999) von den Philippinen, jedoch nicht näher verwandt  mit anderen Selenocosmia-Arten aus Borneo. Dies passt gut zur erdgeschichtlichen Entwicklung dieser Inseln, wonach sich die Philippinen und Borneo erst vor maximal zwei Millionen Jahren voneinander trennten.
Der World Spider Catalog folgte nach der Erstbeschreibung Robert J. Ravens Auffassung, der bereits im Jahr 2000 die Gattung Chilocosmia, zusammen mit einigen anderen Selenocosmiinae-Gattungen, mit Selenocosmia synonymisierte.
Das von West et al. erwähnte Männchen wurde bislang noch nicht beschrieben. Die Autoren berichten, dass das Exemplar gründlich geprüft wurde, aber die Merkmale zu keiner bekannten Selenocosmiinae-Gattung passen. Der Embolus und die Stridulationsorgane seien einzigartig. Es handelt sich bei besagtem Männchen daher um eine Selenocosmiinae mit ungeklärter taxonomischer Position. Die Autoren vermuten, dass die Art an sich ein Relikt einer frühen Selenocosmiinae-Linie sein könnte, die durch Plattendrift isoliert worden ist.